# Saduria sibirica
Saduria sibirica is een pissebed uit de familie Chaetiliidae. De wetenschappelijke naam van de soort is voor het eerst geldig gepubliceerd in 1896 door Birula.